# Columna Mangada
La Columna Mangada fue una unidad de milicias republicanas que luchó durante los primeros meses de la guerra civil española en la Sierra de Gredos, al oeste de El Escorial, alcanzando gran popularidad al realizar una incursión en tierras de Ávila a finales de julio de 1936. Con posterioridad serviría de base para la constitución de la 32.ª Brigada Mixta.

## Orígenes
El origen de la columna Mangada se sitúa en el 19 de julio de 1936. En esa fecha, el gobierno republicano, incapaz de controlar el golpe de Estado, decide crear cinco batallones de voluntarios en Madrid y colocar al frente de ellos a militares leales. Uno de ellos será el teniente coronel retirado Julio Mangada, al que se le entregarán 1000 fusiles para que organice un batallón de voluntarios. 
Pronto, la unidad entrará en acción, participando en el asalto al cuartel de la montaña y a los cuarteles de Campamento (Madrid) el día 20 de julio.

## Historial de operaciones
El 21 de julio, Julio Mangada, al frente de una columna que lleva su nombre y que está compuesta por el batallón “Asturias”, el batallón "Aída Lafuente", el "batallón n.º 4 Pueblo Nuevo - Ventas” (milicianos de la barriada de Pueblo Nuevo, Vicálvaro, dirigidos por Tomás Centeno) guardias de asalto de Badajoz y guardias civiles, parte hacia la Sierra de Gredos por la carretera de Arenas de San Pedro. El delegado político era Adolfo Cadavieco, y el jefe del Estado Mayor, Juan Calvo Calvo.
En esta primera expedición pasa por Cebreros (22 de julio), Navalperal de Pinares (23) y vence a una pequeña guarnición en Las Navas del Marqués (23). Mangada decide entonces cruzar la sierra, y llega a Aldeavieja. Desde este lugar, su situación es excepcional, ya que ha llegado a la Meseta y puede tomar Ávila o bien avanzar hacia El Espinar y rodear a las fuerzas sublevadas que defienden el Alto del León, abriendo así el puerto a las milicias madrileñas. Decide avanzar hacia el Alto del León, y el día 24 por la mañana ocupa Villacastín. Envía entonces exploradores por los alrededores para localizar al enemigo. Uno de estos grupos se encuentra en Labajos con voluntarios falangistas dirigidos por Onésimo Redondo, produciéndose una escaramuza y muriendo el líder falangista. Ese mismo día 24, Mangada decide volver con su columna al otro lado de la sierra, y por la noche llega a Navalperal. Por esa incursión será recibido con su columna como un héroe en Madrid, siéndole otorgada por la multitud el fajín de general. Gran cantidad de autores verán en esta acción una oportunidad perdida por parte de los republicanos de ocupar el sector del Alto del León y quizás de expandirse por Castilla.    
El 27, la columna vuelve al sector, siendo reforzada con un batallón de infantería del Regimiento «Wad-Ras» n.º 1 (comandante Luis Noé) y dos baterías de artillería. En los siguientes días, y antes de que acabe el mes, ocupa todo el cauce del río Alberche sin grandes esfuerzos, y sitúa su cuartel general en Navalperal (en septiembre estará en Santa María de la Alameda).  
El 1 de agosto se produce la primera acción de importancia al derrotar a la columna rebelde de unos 800 hombres y con ametralladoras y artillería mandada por el comandante de la Guardia Civil Lisardo Doval en su intento de ocupar Navalperal. Aprovechando esta victoria, parte de la columna Mangada realiza incursiones sobre El Espinar los días 1 y 2 de agosto. 
A principios de septiembre, y ante el peligro del avance del Ejército de África por el valle del Tajo, Mangada envía a parte de su columna para contener el avance. Sin embargo, las derrotas republicanas en la carretera de Extremadura serán continuas, y algunas de las tropas en retirada terminarán huyendo hacia el norte y engrosando las filas de la columna.
En octubre, y tras dos meses de calma, la columna vuelve a ser atacada. Esta vez, el intento es más serio, y el objetivo es ocupar San Martín de Valdeiglesias y avanzar desde allí hasta la zona al oeste de Madrid. El 4 de octubre se inicia el ataque. La defensa es fuerte, y los rebeldes van ocupando los objetivos con mucha dificultad: Navalperal (8 de octubre), El Hoyo de Pinares (9), El Tiemblo y puerto de Arrebatacapas (9 o 10), Cebreros (10), Robledo de Chavela (17) estación de Robledo de Chavela (18) y Las Navas del Marqués (22). Ante dicha resistencia, el mando rebelde decide suspender el ataque concéntrico sobre Madrid y avanzar solo por la carretera Toledo-Madrid. 
En octubre de 1936, Manuel Márquez está ya al frente de la columna, siendo luego sustituido por Juan Calvo Calvo y Nilamón Toral. Hacia diciembre de 1936, con la columna Mangada se formará la 32.ª Brigada Mixta, que estará al mando de Toral.

## Composición
Además de las unidades indicadas, otras milicias como los batallones «Largo Caballero», «Capitán Condés», «Sargento Vázquez», «Cataluña» y «Fermín Galán» pertenecieron a la columna Mangada. 
En cuanto al número de efectivos de la columna, en la primera incursión de julio se desconoce, y los primeros datos son de finales de agosto, cuando se enfrentan a la columna Doval, siendo de unos 5 300 soldados y alguna pieza de artillería en todo el sector. El 7 de octubre, cuando se produce el ataque rebelde, hay unos 6 392 soldados, ocho piezas de artillería, cuatro morteros y 20 ametralladoras.